# Gisela Robledo
Gisela Robledo Gil (Guacarí, Colombia; 13 de mayo de 2003) es una futbolista colombiana. Juega como delantera en el Corinthians de la primera división del Brasileirão Femenino. Es internacional con la selección de Colombia.

## Selección nacional
Debutó con la selección mayor de Colombia el 9 de noviembre de 2019.
El 3 de julio de 2022 es convocada por el técnico Nelson Abadía para la Copa América Femenina 2022 a realizarse en Colombia.

### Participaciones en Mundiales
| Competición         | Categoría | Sede    | Resultado      | Partidos | Goles |
| ------------------- | --------- | ------- | -------------- | -------- | ----- |
| Mundial Sub-17 2018 | Sub-17    | Uruguay | Fase de grupos | 3        | 0     |

### Participaciones en Copa América
| Copa                       | Sede     | Resultado    | Partidos | Goles |
| -------------------------- | -------- | ------------ | -------- | ----- |
| Copa América Femenina 2022 | Colombia | Subcampeonas | 4        | 0     |

### Participaciones en Mundiales
| Copa                | Sede       | Resultado        | Partidos | Goles |
| ------------------- | ---------- | ---------------- | -------- | ----- |
| Mundial Sub-20 2022 | Costa Rica | Cuartos de Final |          |       |

## Estadísticas

### Clubes
| Club                   | País     | Año           |
| ---------------------- | -------- | ------------- |
| América de Cali        | Colombia | 2019 - 2021   |
| Independiente Santa Fe | Colombia | 2021          |
| U. D. G. Tenerife      | España   | 2022-2023     |
| América de Cali        | Colombia | 2024          |
| Corinthians            | Brasil   | 2024-presente |

## Palmarés

### Títulos nacionales
| Título           | Club            | País     | Año  |
| ---------------- | --------------- | -------- | ---- |
| Liga Profesional | América de Cali | Colombia | 2019 |

### Títulos internacionales
| Título              | Club                      | Sede     | Año  |
| ------------------- | ------------------------- | -------- | ---- |
| Juegos Bolivarianos | Selección femenina sub-20 | Colombia | 2022 |

### Distinciones individuales
| Distinción                                  | Año  |
| ------------------------------------------- | ---- |
| Once ideal Copa Libertadores Femenina 2020  | 2021 |
| Once ideal Copa Libertadores Femenina 2021  | 2021 |
| Máxima goleadora en los Juegos Bolivarianos | 2022 |

## En los medios
A sus 16 años, participó en una publicidad de Gatorade junto a Lionel Messi, Serena Williams, Michael Jordan y Usain Bolt.